# Vasikkasaaret (öar i Lappland)
Vasikkasaaret, nordsamiska: Kálbááh, är öar i Finland. De ligger i sjön Enare träsk och i kommunen Enare i landskapet Lappland, i den norra delen av landet, 1 000 km norr om huvudstaden Helsingfors. Arean för den av öarna koordinaterna pekar på är 25,6 hektar och dess största längd är 1 kilometer i nord-sydlig riktning.  Den största öns längd är omkring 0,9 kilometer i nord-sydlig riktning. Notera att namnet antyder att det är fråga om flera öar.